# شاه‌توت‌کوب‌های نوک‌زیبا
شاه‌توت‌کوب‌های نوک‌زیبا (نام علمی: Rhamphocharis) یکی از سرده‌های دارکوب از خانواده شاه‌توت‌کوبان است که بومی گینه نو هستند. در نام سرده Rhamphos به معنی نوک و haris (همانند واژهٔ انگلیسی grace) به معنی زیبا است.
این سرده شامل گونه‌های زیر است:
- شاه‌توت‌کوب نوک‌کلفت (Rhamphocharis crassirostris)
- شاه‌توت‌کوب خالدار (Rhamphocharis piperata)